# Uloborus segregatus
Uloborus segregatus es una especie de araña araneomorfa del género Uloborus, familia Uloboridae. Fue descrita científicamente por Gertsch en 1936.
Habita desde los Estados Unidos hasta Colombia.